# Jonathan Douglas
Jonathan Douglas (né le 22 novembre 1981 à Monaghan) est un footballeur international irlandais (1,83 m).

## Biographie
Le premier club de Jonathan Douglas dans sa jeunesse a été celui de sa ville natale, Monaghan United, puis il devint professionnel en 2000 et il joua à Blackburn Rovers jusqu'en 2006. Entre-temps, il fut prêté en 2003 à Chesterfield FC, puis la même année à Blackpool FC. En 2005, il fut prêté à Gillingham FC et à Leeds United, en 2005-2006. La saison suivante, il reste finalement à Leeds United, où il joua jusqu'à la fin de saison 2008-2009.
Le 30 juin 2011, il signe à Brentford un contrat de deux ans.
Le 4 août 2015 il rejoint Ipswich Town.

## Carrière
- 2000-2006 : Blackburn Rovers  Angleterre, 16 matchs et 1 but
  - mars 2003-2003 : Chesterfield FC  Angleterre (prêt), 7 matchs et 1 but
  - 2003-oct. 2003 : Blackpool FC  Angleterre (prêt), 19 matchs et 3 buts
  - mars 2005-2005 : Gillingham FC  Angleterre (prêt), 10 matchs et 0 but
  - 2005-2006 : Leeds United  Angleterre (prêt), 47 matchs et 5 buts, prêt
- 2006-2009 : Leeds United  Angleterre, 119 matchs et 6 buts
- 2009-2011 : Swindon Town  Angleterre
- 2011-2015 : Brentford  Angleterre
- 2015- : Ipswich Town  Angleterre

## Palmarès
- 2008-2009 :
  - 1er prix spécial award de l'année du président Ken Bates de Leeds United.
- 2007-2008
  - finaliste des play-off de Football League One avec Leeds United
- 2005-2006 :
  - finaliste des play-off de Championship avec Leeds United.
- 9 sélections (0 but)